# Viktor Pierre

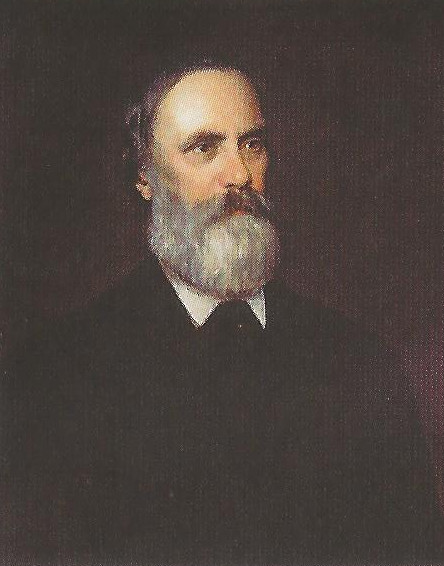
Viktor Pierre, posthum im Jahr 1893 von Wenzel Ottokar Noltsch angefertigtes Gemälde

Viktor Pierre (* 19. Dezember 1819 in Wien; † 29. Oktober 1886 ebenda) war ein österreichischer Physiker und Hochschullehrer. Er war Rektor der Technischen Hochschule Wien.

## Leben
Viktor Pierre studierte von 1836 bis 1838 an der Universität Wien Philosophie, von 1838 bis 1843 Medizin. 1844 promovierte er zum Dr. med. und 1846 zum Dr. phil. Ab 1844 war er Assistent (Adjunkt) der Lehrämter Mathematik und Physik, ab 1848 war er als Vertretungslehrer (Supplent) der Physik und Adjunkt der Lehrämter Mathematik und Physik an der Universität Wien und in Klagenfurt tätig.
Ab 1851 war er Professor der Physik an der Technischen Akademie in Lemberg, 1853 wurde er als ordentlicher Professor an die Universität Lwów berufen, 1857 an die Universität Prag. 1866 wurde er zum ordentlichen Professor am k.k. Polytechnischen Institut in Wien ernannt, wo er in den Studienjahren 1868/69 bis 1869/70 Dekan der Chemisch-technischen Schule war. Im Studienjahr 1873/74 wurde Viktor Pierre zum Rektor der Technischen Hochschule gewählt. In seiner Amtszeit erfolgte nach Räumung der Werkstätte von Starke & Kammerer im August 1873 die Adaptierung der frei werdenden Räumlichkeiten für die Lehrkanzel für Allgemeine und Technische Physik.
Ab 1861 gehörte Pierre als wirkliches Mitglied der Königlichen Böhmischen Gesellschaft der Wissenschaften in Prag an. 1884 war er an der Einrichtung eines eigenen Lehrstuhles für Elektrotechnik an der Technischen Hochschule Wien beteiligt und beantragte die Errichtung eines Labors nach dem Vorbild der ersten elektrotechnischen Lehrkanzel Deutschlands an der Technischen Hochschule in Darmstadt. Er konstruierte verschiedene Geräte zu Demonstrationszwecken, so etwa einen Apparat zur Demonstration der Gesetze der Zugelastizität, einen Apparat zur Veranschaulichung des Entstehens einer Longitudinalwelle und ein Galvanoskop für Vorlesungsversuche.

## Publikationen (Auswahl)
- 1849: Über das Spannkrafts-Maximum der Dämpfe in der Luft, Sbb. Wien, math.-nat. Kl. 2
- 1850: Einige Bemerkungen über magnetische und diamagnetische Erscheinungen, Sbb. Wien, math.-nat. Kl. 4
- 1854/55: Beitrag zur Theorie der Gaugain. Tangentenboussole, Sbb. Wien, math.-nat. Kl. 13 und in den Annalen der Physik und Chemie 169
- 1857: Beitrag zur Kenntnis des Ozons und des Ozongehaltes der atmosphärischen Luft, gemeinsam mit J. Pless, Sbb. Wien, math.-nat. Kl. 22
- 1860: Über das Bourdon. Metallbarometer, in: Abhandlungen der Königlichen Böhmischen Gesellschaft der Wissenschaften, F. 5, 11
- 1861: Einiges über den Leitungswiderstand tropfbar flüssiger Leiter, Sbb. der Königlichen Böhmischen Gesellschaft der Wissenschaften, Teil 1
- 1862: Über die Anwendung der Fluorescenz-Erscheinungen zur Erkennung von fluorescirenden Stoffen in Mischungen, Sbb. der Königlichen Böhmischen Gesellschaft der Wissenschaften, Teil 2
- 1866: Über die durch Fluorescenz hervorgerufene Wärmestrahlung, Sbb. Wien, math.-nat. Kl. 53. Abt. 2 und in den Annalen der Physik und Chemie 204